# Mandjelia wooroonooran
Mandjelia wooroonooran là một loài nhện trong họ Barychelidae. Loài này phân bố ờ Queensland.